# Apristurus albisoma
Apristurus albisoma е вид хрущялна риба от семейство Scyliorhinidae. Видът е почти застрашен от изчезване.

## Разпространение и местообитание
Разпространен е в Австралия (Лорд Хау), Нова Каледония и Остров Норфолк.
Среща се на дълбочина от 935 до 1440 m, при температура на водата от 3,2 до 4,8 °C и соленост 34,4 – 34,6 ‰.

## Описание
На дължина достигат до 56,6 cm.